# Cédico
Cédico est une ancienne enseigne française de supermarchés et d'hypermarchés, créée en 1967 et disparue en 1999.

## Historique
L'enseigne a été créée dans le département du Pas-de-Calais en région Nord-Pas-de-Calais par le groupe familial Catteau. Le premier supermarché a été ouvert à Audruicq le 5 mai 1967.
En novembre 1989, Cédico ouvre son premier hypermarché à l'enseigne « Hyper Cédico » à Aire-sur-la-Lys
Fin 1992, le groupe Catteau est racheté par le distributeur britannique Tesco. L'enseigne compte alors 2 hypermarchés et 90 supermarchés. L'enseigne Cédico perdure, un seul hypermarché est transformé, celui de Villepinte, ouvert en 1996 qui devient Tesco en 1997.
Fin 1997, pour la somme de 2,5 milliards francs, le groupe Promodès achète le groupe Catteau à Tesco qui comprend alors 7 hypermarchés, 73 supermarchés Cédico et 24 Cédimarché, pour un chiffre d'affaires de 5,15 milliards francs et 3 300 salariés. 
Le 6 mai 1998, les hypermarchés Hyper Cédico ainsi que l'hypermarché Tesco de Villepinte deviennent Continent sauf celui de Lille Gambetta qui devient Hyper Champion. Le groupe Promodès s'engage dans la transformation des supermarchés Cédico en Champion et des magasins de proximité Cédimarché en Shopi et 8 à huit en investissant 150 millions de francs en 1998.
En décembre 1998, Promodès revend 33 supermarchés Cédico et Cédimarché à Erteco, filiale de Carrefour opérant sous l'enseigne de Hard-discount Ed.  Après un mois de travaux, ces derniers magasins passent sous enseigne Ed en mars 1999.
En janvier 2001, à la suite de la fusion entre Promodès et le Groupe Carrefour, Carrefour à revendu les supermarchés Champion  anciennement Cédico d'Autingues, Calais rue Delaroche, Longfossé et l'Hyper Champion d'Aubervilliers a l'enseigne de supermarchés Atac du groupe Auchan pour des raisons de concurrence.